# تاريخ الحواسيب اللوحية

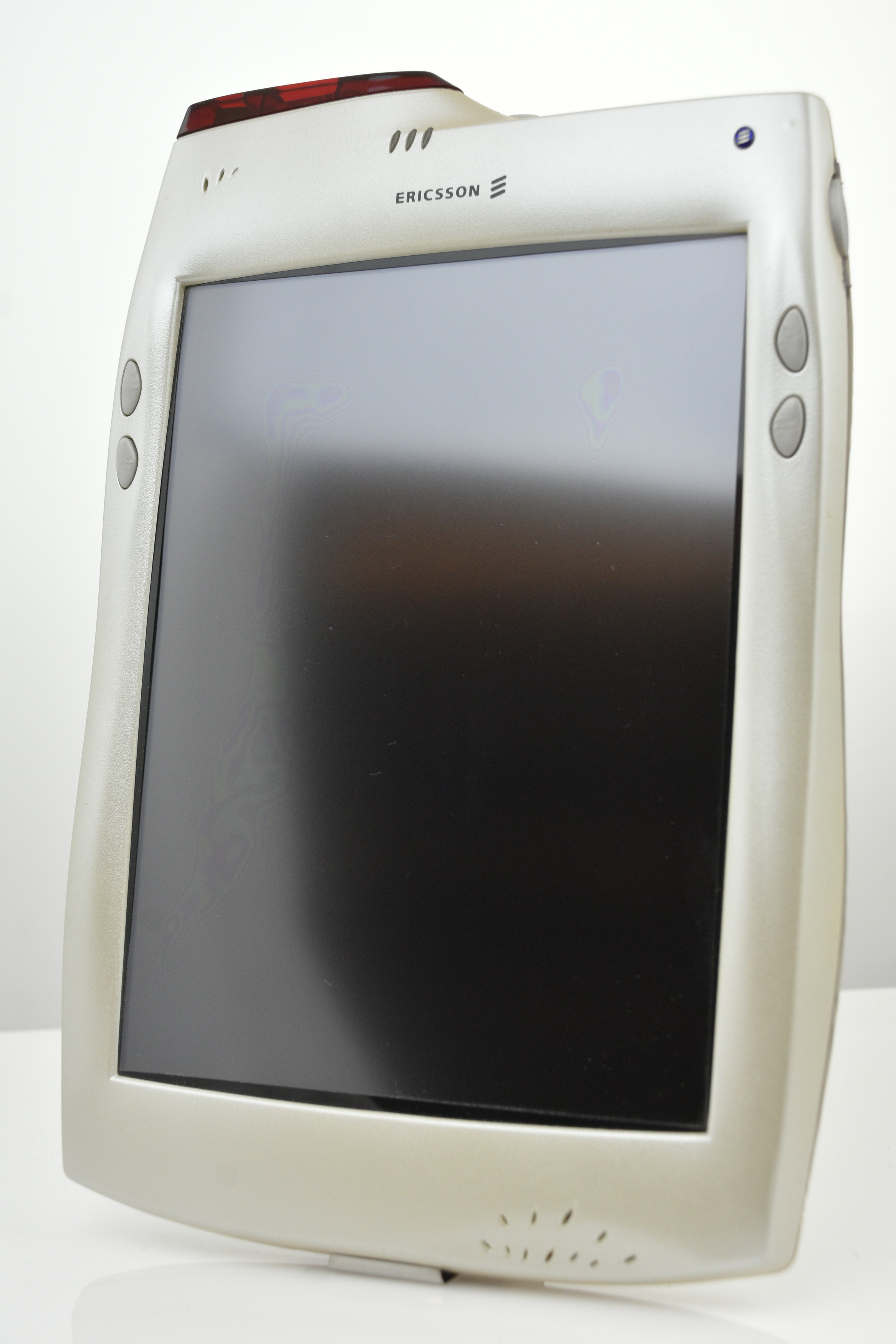
جهاز لوحي في 2001

الحاسوب اللوحي وما يرتبط به من نظم تشغيل هي مثال على تكنولوجيا الحوسبة القلمية، وهي بالتالي تطوير للوحات التي تضرب بجذورها في عمق التاريخ.
قد يتفاجأ الناس بمدى عمق هذه الجذور، إذ أنهم على دراية بالمنتجات التجارية الحالية فقط. على سبيل المثال، تم منح براءة اختراغ لأول لوح إلكتروني استخدم للكتابة اليدوية عام 1888.
تم منح أول براءة اختراع لنظام يتعرف على الأحرف المكتوبة بخط اليد عن طريق تحليل حركة خط اليد عام 1915.
أول نظام عرض علناً باستخدام لوح ونظام التعرف على خط اليد بدلاً من لوحة المفاتيح للعمل مع الحواسيب الرقمية الحديثة يعود لعام 1956.
إضافة إلى العديد من النظم البحثية والأكاديمية، كان هناك العديد من الشركات التي قدمت منتجات تجارية في ثمانينيات القرن الماضي، منها: «بينسيبت»، شركة الاتصالات الاستخبارية، وليينوس. ثم ظهرت لاحقاً شركة Go Corp. وقدمت نظام تشغيل PenPoint OS للحواسيب اللوحية. ويشار هنا إلى أن براءة اختراع شركة Go كانت موضوعاً لدعوى تعدّي قضائية تتعلق بنظام تشغيل الحاسوب اللوحي.

## الخط الزمني

### قبل 1950
- 1888: براءة اختراع من الولايات المتحدة منحت لإليشا غراي على جهاز قلم كهربائي لالتقاط الكتابة اليدوية[1][5]
- 1915: براءة اختراع من الولايات المتحدة لواجهة مستخدم للتعرف على خط اليد مع قلم خاص.[2][6]
- 1942: براءة اختراع من الولايات المتحدة للشاشات التي تعمل باللمس المستخدمة لإدخال الكتابة اليدوية.[7][8]
- 1945: فانيفار بوش يقدم جهاز أرشفة البيانات ميمكس، ويتضمن وحدة إدخال للكتابة اليدوية في بحث علمي بعنوان «كما قد نعتقد».[9]

### عقد 1950
- توم ديموند يعرض لوحة إلكترونية Stylator مع قلم للإدخال والتعرف على النصوص المكتوبة بخط اليد، ذو استجابة متزامنة[3]

### عقد 1960
- بدايات عقد الستينيات
  - اختراع حاسوب راند اللوحي.[10][11] جهاز راند اللوحي أفضل من Styalator ولكنه اخترع لاحقاً.
- 1961
  - ستانيسواف لم يصف Opton، وهو جهاز محمول مع شاشة ترتبط مباشرة بقوالب من رواية «العودة من النجوم» التي تعود لعام 1961، من خلال كتالوجات إلكترونية
- 1966
  - في مسلسل الخيال العلمي التلفزيوني ستار تريك، يحمل أفراد طاقم سفينة الفضاء لوحة إلكترونية كبير تعمل من خلال استخدام قلم.
- 1968
  - يتخيل المخرج ستانلي كوبريك أجهزة لوحية ذات شاشات مسطحة لاسلكية، تعرض فيلم فيديو في فيلم 2001: أوديسة الفضاء

### عقد 1970
- 1972
  - نشر آلان كاي من زيروكس PARC: أجهزة حاسوب شخصية للأطفال من جميع الأعمار" واصفاً وموضحاً بالتفصيل إمكانية استخدام مفهوم داينابوك الخاص به.[12]
- 1978
  - دليل المسافر إلى المجرة هو بث إذاعي كوميدي على راديو بي بي سي 4. سميت هذه السلسلة بهذا الاسم نسبة إلى شاشة لمس لوحية إلكترونية ذكرت في المسرحية.[13]

### عقد 1980
- 1982
  - سوّقت شركة بينسيبت التي تقع في والتهام في ماساشوستس وحدة حاسوبية لأغراض عامة تعمل باستخدام وحدة لوحية وجهاز تعرّف على الكتابة اليدوية بدلاً من لوحة المفاتيح والفأرة.[14]
  - سوّقت شركة نظم سادر Cadre وحدة حاسوبية تستخدم في الأسواق تستخدم التعرف على الكتابة اليدوية ولوحة إلكترونية صغيرة وقلم.[15]
- 1985
  - Pencept[16] and CIC[17] كلاهما عرض حواسيب شخصية في الأسوق باستخدام لوحة ونظام تعرّف على الكتابة اليدوية بدلاً من لوحة المفاتيح والفأرة. وكان نظام التشغيل المستخدم هو إم إس-دوس
- 1987
  - ظهور مفهوم ملاح المعرفة في شركة أبل.
- 1989
  - أول حاسوب محمول لوحي عرض في الأسواق كان GRiDPad[18] من «نظم GRiD» أطلق في سبتمبر. ويرتكز نظام تشيغله على دوس.
  - عرضت مختبرات وانغ تطبيق Freestyle وهو نظام يلتقط الشاشة من نظام DOS ويتيح للمستخدمين إضافة تعليقات وشروحات صوتية وبخط اليد. كان ذلك نظاماً معقداً، لكنه كان سلفاً لنظم تسجيل الملاحظات كالحواسيب اللوحية.[19] كان نظام التشغيل المستخدم فيها هو دوس.

### عقد 1990
- 1991
  - إطلاق جهاز Pentop من مومينتا.[20]
  - شركة Go تعلن عن نظام تشغيل مخصص سمي «نظام تشغيل PenPoint» يمكن من خلاله التحكم بسطح المكتب من خلال أشكال التعرف على الكتابة اليدوية.[21][22]
  - شركة NCR تطلق حاسوباً قلمياً موديل 31245 يعمل بنظام تشغيل دوس، أو نظام تشغيل Penpoint أو نظام تشغيل Pen Windows.[23]
  - جهاز أبل نيوتن يدخل عالم التطور، على الرغم من أنه استخدم كمساعد رقمي شخصي إلا أنه من حيث المفهوم الأصلي كان يشبه أجهزة الحاسوب اللوحية (لكنه كان يستدعي وجود شاشة كبيرة وإمكانيات رسم كبيرة)
- 1992
  - في نيسان 1992، شركة Go تسوّق نظام تشغيل PenPoint OS للاستخدام العام، وشركة أي بي إم تعلن عن الحاسوب القلمي IBM 2125، وهو أول نموذج تقدمه أي بي إم وأسمته "ThinkPad".[24]
  - مايكروسوفت تطلق نظام ويندوز لحوسبة Pen كرد فعل على نظام تشغيل PenPoint الذي أطلقته شركة GO.
- 1993
  - شركة أبل تعلن عن إطلاق Newton PDA والذي عرف أيضاً بـ ماسيج باد من أبل، ويتضمن نظام للتعرف على الكتابة اليدوية وقلم.
  - شركة آي بي إم تطلق جهاز ThinkPad في الأسواق.وهو أول حاسوب لوحي تجاري تطرحه شركة آي بي إم.[25]
  - شركة BellSouth تطلق جهاز التواصل الشخصي IBM Simon وهو هاتف خلوي تناظري يستخدم شاشة عرض تعمل باللمس. لم يتضمن الجهاز نظام للتعرف على الكتابة اليدوية، لكنه لم يتيح للمستخدمين كتابة الرسائل وإرسالها كفاكس من خلال شبكة الهواتف الخلوية التناظرية ويتضمن مزايا PDA وإرسال البريد الإلكتروني.
  - شركة إي تي أند تي تعلن عن جهاز EO Personal Communicator الذي يجمع بين PenPoint والاتصالات اللاسلكية.
- 1995
  - شركة هوليت-باكارد تطلق جهازي OmniGo 100 و OmniGo 120 الذين يعملان على نظام تشغيل دوس و PEN/GEOS مع دعم لاستخدام القلم ونظام التعرف على الكتابة اليدوية.
- 1996
  - شركة المعدات الرقمية تطلق DEC Lectrice.
  - شركة Acron Computers توفر لوحات ARM المزودة بشاشات اللمس لجهاز NewsPad pilot في برشلونة بإسبانيا.
- 1997
  - عرض أول جهاز بالم بايلوت.
- 1998
  - شركة Cyrix-NatSemi تعلن عن عرض جهاز WebPad اللوحي المزود بشاشة لمس في معرض COMDEX.[26][27]
- 1999
  - الحاسوب القلمي BQE الذي اخترعته شركة Aqcess Technologies يفوز بأفضل عرض في Comdex[28]
  - شركة إنتل تعلن عن حاسوب لوحي ذو شاشة لمس ولاسلكي سمي WebPad، ثم غير اسم الجهاز لاحقاً ليصبح Intel Web Tablet

### عقد 2000
- 2000

طورت شركة PaceBlade أول جهاز يوافق مواصفات لحاسوب مايكروسوفت اللوحي، وحصلت على جائزة Best Hardwareفي VAR Vision 2000.
- - تم عرض الحاسوب القلمي "QBE Vivo" الذي أنتجته شركة Aqcess Technologies.
- 2001

بيل غيتس من مايكروسوفت يعرض النموذج الأول لنموذج حاسوب لوحي (عرفته مايكروسوفت بأنه جهاز كمبيوتر يعمل بالقلم، يتوافق مع مواصفات الأجهزة التي وضعتها مايكروسوفت ويعمل برخصة نظام تشغيل "Windows XP Tablet PC Edition" at Comdex.
- 2002
  - مايكروسوفت تطلق حاسوب مايكروسوفت اللوحي الذي صممته إتش بي
  - شركة موشين للحوسبة تطلق أول حاسوب Slate لوحي وهو M1200
- 2003
  - Fingerworks[31] تطور تقنية اللمس والتي استخدمتها أبل في هواتف آي فون.
  - شركة موشين للحوسبة تطلق ثاني حاسوب Slate لوحي وهو M1300
- 2005
  - نوكيا تطلق «نوكيا 770 إنترنت اللوحي».
  - شركة موشين للحوسبة تطلق LE1600 وحاسوب LS800 اللوحي
- 2006
  - إصدار ويندوز فيستا للاستخدامات الأولى. تضمنت هذه النسخة وظيفة نسخة الحاسوب اللوحي الخاصة لويندوز إكس بي.
  - في فيلم "Read It and Weep" الذي عرض على قناة ديزني للأفلام، تظهر جيمي وهي تستخدم حاسوباً لوحياً في رحلتها.
  - في برنامج Pimp My Ride الذي يعرض على شاشة MTV، تستخدم العديد من الحواسيب اللوحية في حوسبة الحركة في السيارات المخصصة.
- 2007
  - شركة Archos تطلق Archos 605 WiFi.
  - شركة أبل تطلق آي بود تاتش، وهو جهاز تشغيل موسيقى MP3 بنظام WiFi. استغرق أبل عامين لتحويل هذا إلى حاسوب لوحي.
- 2008
  - في نيسان (أبريل) 2008، وكجزء من القضية التي نظرت فيها المحكمة الفيدرالية، تم الكشف عن نظام تشغيل حاسوب ويندوز اللوحي والمعدات التي وجدت المحكمة أنها تعدٍ على براءة اختراع لصالح شركة Go Corp تتعلق بواجهات المستخدم المصممة لنظم تشغيل الحاسوب الذي يعمل بالقلم.[4] إن حيازة مايكروسوفت لهذه التقنية هو موضوع دعوى قضائية منفصلة.[32]
  - هوليت-باكارد تطلق ثاني حاسوب لوحي ذو إمكانيات لمس متعددة من سلسلة HP TouchSmart tx2[33]
- 2009
  - شركة أسوس تعلن عن نوتبوك لوحي EEE PC T90 و T91MT، تضمن الموديل الثاني شاشة لمس متعدد.
  - شركة Always Innovating تعلن عن نوتبوك لوحي جديد ذو وحدة معالجة مركزية ARM.
  - شركة موشين للحوسبة تطلق J3400.

### عقد 2010
- 2010
  - شركة فيوجن غاراج تطلق نظام JooJoo الذي يعمل بنظام لينوكس.
  - شركة أبل تكشف النقاب عن آي باد، الذي يعمل بنظام تشغيل Apple iOS.
  - سامسونج تكشف النقاب عن غالكسي تاب الذي يعمل بنظام التشغيل أندرويد من جوجل.
  - شركة نيوفوني تطلق «وي تاب WeTab» وهو حاسوب لوحي قائم على MeeGo يتضمن شاشة لمس 11.6 بوصة بدرجة وضوحية 1366×768 بكسيل.[34][35][36]
  - شركة كوادرو للنظم تكشف النقاب عن جهاز 7 QuadPad 3G Plus ذو شاشة 10 إنش، ووزنه 900 غرام، وهو حاسوب لوحي من الجيل الثالث يعمل بنظام ويندوز، وهو مزود ببطارية تدوم لغاية 8 ساعات.
  - شركة bModo تطلق bModo12، الذي يعمل بنظام تشغيل ويندوز 7، وهو ذو شاشة 11.6 إنش، من الجيل الثالث.
  - شركة Dixons Retail plc تكشف النقاب عن Advent Vega وهو حاسوب لوحي ذو شاشة 10 إنش، يعمل بنظام أندرويد 2.2، تكفي بطاريته 16 ساعة تشغيل للموسيقى و 6.5 ساعة تشغيل للفيديو[37]
  - شركة ديل تعلن عن نوتبوك Inspiron Duo وهو نوتبوك هجين ذو شاشة قلابة ويعمل كحاسوب لوحي في ذات الوقت.
  - هوليت-باكارد تطلق جهاز Slate 500 الذي يعمل بنظام ويندوز 7 كامل.
- 2011
  - شركة موتورولا تطلق زووم جوال وهو حاسوب لوحي ذو شاشة 10 إنش يعمل بنظام أندرويد 3.0
  - شركة RIM تطلق BlackBerry Playbook الذي يعمل بنظام تشغيل بلاك بيري للحواسيب اللوحية المبني على كيو إن إكس.
  - شركة ديل تعرض الحاسوب اللوحي Streak 7.
  - زد.تي.إي تعرض جهاز ZTE V11 الذي يعمل بنظام أندرويد 3.0 و Z-pad.[38]
  - شركة أبل تطلق آي باد 2.
  - توشيبا تعلن عن حاسوب توشيبا اللوحي، وهو ذو 10 إنش مزود بنظامي إنفيديا تجرا.[39]
  - شركة هوليت-باكارد تطلق جهاز HP TouchPad اللمسي، وتسحبه من الأسواق بعد عدة أشهر من إطلاقه.
  - في 28 أيلول (سبتمبر)، شركة أمازون تعلن عن كيندل فاير الذي يعمل بنظام أندرويد.
  - في تشرين الثاني (نوفمبر)، شركة Barnes & Noble تعلن عن الحاسوب اللوحي Nook
- 2012
  - شركة أبل تطلق آي باد (الجيل الثالث).
  - غوغل تكشف النقاب عن نيكسوس 7، وهو حاسوب لوحي بحجم 7 إنشات طورته مع شركة أسوس.
  - سامسونج تطلق سامسونج جالاكسي نوت 10.1 وهو أنحف حاسوب لوحي في العالم، ويعمل بنظام أندرويد.[40]
  - مايكروسوفت تطلق مايكروسوفت سارفيس ذو معالج ARM.
- 2013
  - سوني تطلق Sony Xperia Tablet Z وهو ذو سماكة 6.9 ملم ما يجعله الأنحف، ووزنه 495 غرام، شاشة 10.1 إنش.[41]